# 福島邦彦
福島 邦彦（ふくしま くにひこ、1936年3月16日 - ）は、日本の計算機科学者。ニューラルネットワークと深層学習の研究で有名である。現在、ファジィシステム研究所（福岡県飯塚市）の特別研究員である。

## 来歴
1958年、京都大学工学部電子工学科卒業。NHK放送科学基礎研究所主任研究員、NHK放送技術研究所主任研究員を経て、1989年大阪大学基礎工学部教授。1999年、電気通信大学電気通信学部教授。2001年東京工科大学教授。2006年から2010年まで関西大学客員教授。2006年から一般財団法人ファジィシステム研究所特別研究員。
日本神経回路学会(JNNS)初代会長・名誉会員、電子情報通信学会フェロー。国際ニューラル ネットワーク協会 (International Neural Network Society(INNS)) の理事会の創設メンバーであり、アジア太平洋ニューラル ネットワーク アセンブリ (APNNA) の会長も務めた。
2021年にバウアー賞とC&C賞を受賞した。IEICE業績賞、優秀論文賞、IEEEニューラルネットワークスパイオニア賞、APNNA優秀論文賞、JNNS優秀論文賞、INNSヘルムホルツ賞も受賞している。

## 業績
1980年、深層畳み込みニューラル ネットワーク（CNN）アーキテクチャの原型であるネオコグニトロンを発表した 。深層ネオコグニトロンのパラメータを学習して、入力データの内部表現を学習させるため、いくつかの教師あり学習アルゴリズムと教師なし学習アルゴリズムを提案した。現在の畳み込みニューラルネットワークアーキテクチャでは、通常、バックプロパゲーションを通じて学習する。このアプローチは現在、コンピュータビジョンで頻繁に使用されている。

## 受賞歴
- 1976年：電子通信学会 論文賞
- 1984年：米国パターン認識学会賞
- 1985年：科学技術庁長官賞（研究功績者表彰）
- 2002年：APNNA（アジア太平洋神経回路学会連合）会長賞
- 2003年：IEEE神経回路 先駆者賞
- 2012年：Helmholtz Award (in Recognition of His Outstanding Achievements in Sensation and Perception), INNS
- 2017年：学術賞　日本神経回路学会
- 2017年：Pioneer Award (for the contribution in Deep Learning), ELM 2017
- 2020年：高柳健次郎賞:神経回路モデルに基づくパターン認識技術の先駆的研究と放送応用への貢献,
- 2021年：C&C賞
- 2021年：バウアー賞: 人工知能の創始者（深層神経回路ネオコグニトロンの提唱）,

## 主な著書
- 『視聴覚情報処理(基礎情報工学シリーズ19)』 （共著）、森北出版、2001年、ISBN 9784627806917
- 『神経回路と情報処理』 、朝倉書店、1989年、ISBN 9784254120639
- 『神経回路と自己組織化 --- 自己組織化のモデル --- (情報科学講座 E・18・1)』 、共立出版、1979年、ISBN 9784320020382
- 『視覚の生理とバイオニクス』 、電子通信学会、1976年